# Davis Phinney
Davis Welsh Phinney (ur. 10 lipca 1959 w Boulder) – amerykański kolarz szosowy i przełajowy, brązowy medalista olimpijski.

## Kariera
Największy sukces w karierze osiągnął w 1984 roku, kiedy reprezentacja USA w składzie: Ron Kiefel, Roy Knickman, Davis Phinney i Andrew Weaver zdobyła brązowy medal w drużynowej jeździe na czas podczas igrzysk olimpijskich w Los Angeles. Był to jedyny medal wywalczony przez Phinneya na międzynarodowej imprezie tej rangi. Na tych samych igrzyskach wziął także udział w indywidualnym wyścigu ze startu wspólnego, który ukończył na piątej pozycji. Równocześnie w rywalizacji kobiet indywidualny złoty medal zdobyła jego przyszła żona - Connie Carpenter. Poza tym startował głównie w Ameryce Północnej, wygrywając między innymi Redlands Bicycle Classic w 1986 roku oraz Tour of Florida w 1988 roku. Kilkakrotnie startował w Tour de France, wygrywając po jednym etapie w 1986 i 1987 roku. W 1988 roku był drugi w klasyfikacji punktowej tego wyścigu. W 1991 roku został szosowym mistrzem kraju, a w 1980 roku zdobył brązowy medal na mistrzostwach USA w kolarstwie przełajowym. Nigdy nie zdobył medalu na szosowych ani przełajowych mistrzostwach świata.
Jego syn Taylor Phinney również jest kolarzem.